# 王孝杰收复安西四镇
王孝杰收复安西四镇是唐朝与吐蕃的战争中的一次战役。指长寿元年（692年）十月，武周将领王孝杰率军大破吐蕃军，收复龟兹、疏勒、于阗、碎叶安西四镇。
自唐高宗咸亨元年（670年）四月，吐蕃和唐朝之间放弃三十年的和平共处局面，吐蕃军队攻陷了安西都护府。之后二十年间，唐朝曾两复两弃安西四镇：咸亨四年（673年），唐朝收复安西四镇，仪凤二年（677年），又被吐蕃攻陷；仪凤四年（679年），裴行俭收复安西四镇，唐睿宗垂拱三年（687年），太后武则天再度放弃安西四镇。
武则天天授二年（691年），吐蕃赞普器弩悉弄不满噶尔家族专权，首次亲自主持了吐蕃国的定期盟会，开始夺取噶尔·钦陵的主盟权。长寿元年（692年），武则天以吐蕃内争的时机，重新加强边防。西州都督唐休璟请求朝廷派兵从吐蕃手中收回安西的龟兹、于阗、疏勒、碎叶安西四大军镇。朝廷破例启用了右鹰扬卫将军王孝杰为武威道行军大总管。王孝杰在仪凤元年（676年），曾随工部尚书刘审礼等西征吐蕃，在青海战败后被俘。吐蕃赞普芒松芒赞看见王孝杰后哭着说：“你的相貌太像我父亲了。”对他特别优待，在吐蕃中生活多年，熟知吐蕃的内情，后来逃回唐朝。
王孝杰与武卫大将军、原西突厥首领阿史那忠节率兵西征，大破吐蕃册封的西突厥可汗阿史那俀子。吐蕃论钦陵率領的救援军也被击退。十月二十五日，王孝杰大军收复龟兹、于阗、疏勒等镇，收复西域失地。突骑施（游牧于伊犁河之西、热海以东）首领乌质勒乘机自后东突厥手中收复碎叶（今巴尔喀什湖以南），交给武周朝廷。武周重新加强了对西域的统治，将安西大都护府迁回龟兹。从此，自一百多年后的唐德宗时期，唐朝牢牢控制住了安西四镇。